# Liste der Bodendenkmäler in Bestwig
Die Liste der Bodendenkmäler in Bestwig enthält die denkmalgeschützten unterirdischen baulichen Anlagen, Reste oberirdischer baulicher Anlagen, Zeugnisse tierischen und pflanzlichen Lebens und paläontologischen Reste auf dem Gebiet der Gemeinde Bestwig im Hochsauerlandkreis in Nordrhein-Westfalen (Stand: Januar 2021). Diese Bodendenkmäler sind in Teil B der Denkmalliste der Gemeinde Bestwig eingetragen; Grundlage für die Aufnahme ist das Denkmalschutzgesetz Nordrhein-Westfalen (DSchG NRW).
| Bild           | Bezeichnung                     | Lage     | Beschreibung                                                                                    | Bauzeit | Eingetragen seit | Denkmal- nummer |
| -------------- | ------------------------------- | -------- | ----------------------------------------------------------------------------------------------- | ------- | ---------------- | --------------- |
| weitere Bilder | Venetianerstollen am Bastenberg | Ramsbeck |                                                                                                 |         | 19.01.1983       | 1               |
| weitere Bilder | Veledahöhle                     | Velmede  | Eine natur- und kulturgeschichtlich bedeutende Höhle. Ihre gesamte Ganglänge beträgt 243 Meter. |         | 21.01.1983       | 2               |
|                | Friedhof am Schlinksiepenkopf   | Nuttlar  |                                                                                                 |         | 19.06.2000       | 3               |